# Thunnus (Neothunnus)
Pour le genre, voir Thunnus.
Sous-genre
Thunnus (Neothunnus) est un sous-genre de thons.

## Systématique
Le sous-genre Neothunnus a été créé en 1923 par le biologiste marin Kamakichi Kishinouye (1867-1929).
Pour le WoRMS ce taxon est non valide.

## Liste d'espèces
Selon ITIS (18 décembre 2021) :
- Thunnus albacares (Bonnaterre, 1788)
- Thunnus atlanticus (Lesson, 1831) - Thon à nageoires noires
- Thunnus tonggol (Bleeker, 1851) - Thon mignon